# Équipe du Congo de rugby à XV
L'équipe du Congo de rugby à XV rassemble les meilleurs joueurs de rugby à XV de la République du Congo. Elle est membre de Rugby Afrique et joue actuellement la Coupe d'Afrique 2.

## Historique
Le rugby est pratiqué au Congo bien avant son indépendance. Dans les années 1940, les colons jouaient déjà au ballon ovale sur le territoire congolais. Parmi les premiers joueurs du Congo figure un certain Claude Ernest Ndalla, qui est l'actuel président de la fédération. Ce sport a vu le jour à Pointe-Noire grâce aux colons français ; à l'époque, l'unique équipe de la ville s’entraînait derrière la maison d’arrêt. Avec le temps, beaucoup de Congolais ont pris goût à ce sport donc un certain Nkaya Bertini qui eut l'idée de former les jeunes. C'est finalement en 2000 que son projet a vu le jour grâce notamment à Paolo Familiari, un expatrié italien qui fut un promoteur du rugby à XV à Pointe-Noire en créant la première école de rugby au Congo (Congalie).
Entre-temps, l'équipe des colons avait changé de terrain d'entraînement et s'entraînait désormais sur le terrain de Total et porte le nom Barbares Rugby Club de Pointe-Noire[réf. nécessaire]. En 2008, Niambi Aziz, ancien de Congalie, a eu l'idée de créer la première équipe de Brazzaville qui s'appelle Taureau Rugby Club de Brazzaville. Le Taureau a formé beaucoup de joueurs comme Niakekele bourges fortuné  et a donné naissance à un deuxième club en 2012, le Stade brazzavillois ayant vu le jour. À Oyo aussi, un ancien joueur des Barbares a créé une équipe (les Panthères d'Oyo) et à Pointe-Noire, une troisième équipe est née : Racing Rugby Club de Pointe-Noire, sans oublier les équipes des jeunes de moins de 15 ans à Brazzaville : Ecole de Rugby de Talangaï et Plateau des Quinze-Ans.

## Palmarès
2010 : 7e de la poule nord
- 2011 :
- 2012 :
- 2013 : n/c
- 2014 : n/c
- 2015 : forfait poule sud-est
- 2016 : n/c